# Dicranomyia dibelone
Dicranomyia dibelone är en tvåvingeart som först beskrevs av Alexander 1969.  Dicranomyia dibelone ingår i släktet Dicranomyia och familjen småharkrankar. Inga underarter finns listade i Catalogue of Life.